# Barra da Lagoa
Barra da Lagoa est un district et une localité de la municipalité Florianópolis, capitale de l'État brésilien de Santa Catarina. Il fut créé le 21 décembre 1995, par démembrement du district de Lagoa da Conceição. Il couvre une superficie de 5 km² et se situe à l'est de l'île de Santa Catarina, sur le canal qui relie le lagoa da Conceição à l'océan Atlantique.
Le siège du district se situe dans la localité du même nom. Une deuxième localité se trouve sur le territoire du district, Fortaleza da Lagoa.
Au nord de la localité se trouve la plage de Moçambique, la plus longue de l'île.
La localité était encore, il y a quelques dizaines d'années, un simple village de pêcheurs. Le développement du tourisme entraîna celui de la localité qui finit par se séparer du district de Lagoa da Conceição. On y trouve de nombreux restaurants de fruits de mer. En juin se déroule la « fête du mulet » (festa da tainha en portugais), période de grande abondance de ce poisson.